# Yermoia perplexata
Yermoia perplexata là một loài bướm đêm trong họ Geometridae.